# Viação Rio Tinto
A Viação Rio Tinto Ltda. é uma empresa de transportes brasileira que fornece serviço de transportes de passageiros no litoral e brejo do estado brasileiro da Paraíba.

## História
Fundada em 1966 com a denominação «Fundação Irmãos Azevedo Ltda.». Com sua fundação, a empresa obteve do governo do estado da Paraíba a concessão para a operar a linha João Pessoa–Rio Tinto e João Pessoa–Mamanguape. Anos mais tarde, a empresa adquiriu a «Expresso Brasileiro Rio Tinto», que fazia itinerário para o litoral norte do estado, e torna-se uma única empresa de transporte de passageiro rodoviário sob o nome «Azevedo Cia. Ltda. – Rio Tinto». Tal junção possibilitou aumentar o número de linhas e localidades atendidas, que, partindo da capital, João Pessoa, incluíam: Baía da Traição, Rio Tinto (via Sapé), Guarabira (via Araçagi), Mataraca e Jacaraú.
Por fim, a empresa torna-se Viação Rio Tinto Ltda. e inclui a região do Brejo Paraibano em suas operações. Nessa mesma época, faz um processo a reestruturação administrativa e operacional, assim como modernização de suas instalações e da frota, o que inclui a concessão  para operar as linhas conectando a capital com Araruna, Dona Inês, Solânea, Cacimba de Dentro, Caiçara, Serraria, Pilões e as cidades de Mulungu a Guarabira e este última a Baía da Traição.